# 5988 Городницький
5988 Городницький (5988 Gorodnitskij) — астероїд головного поясу, відкритий 1 квітня 1976 року.
Тіссеранів параметр щодо Юпітера — 3,322.